# Solanum acaule
Solanum acaule ist eine Pflanzenart aus der Sektion Petota in der Gattung der Nachtschatten (Solanum).

## Beschreibung

### Vegetative Merkmale
Solanum acaule ist eine 0,1 bis 0,3 Meter hohe Pflanze, die rosettenförmig bis aufrecht wächst. Die Stängel weisen an der Basis einen Durchmesser von 2 bis 4 Millimeter auf, sind grün gefärbt oder manchmal purpurn oder grün und purpurn gefleckt. Sie sind nicht geflügelt und sind nahezu unbehaart oder schwach mit kurzen mehrzelligen Trichomen besetzt. Die Knollen befinden sich meist einzeln an den Enden der Stolonen.
Die sympodialen Einheiten besitzen drei bis viele Laubblätter, diese stehen jedoch nie paarweise. Die Laubblätter sind ungeradzahlig gefiedert, die Blattspreiten sind 9 bis 24,5 Zentimeter lang und 2,2 bis 6 Zentimeter breit. Sie sind grün gefärbt, häutig bis papierartig und weisen eine Behaarung ähnlich der der Stängel auf. Die seitlichen Teilblätter stehen in vier bis sechs Paaren und sind nahezu gleich groß, nur das erste oder die beiden ersten Paare sind im Vergleich zu den entferntesten Teilblättern deutlich kleiner oder sogar ungleich geformt. Die obersten seitlichen Teilblätter sind 1,6 bis 4,4 Zentimeter lang und 0,8 bis 2,4 Zentimeter breit, breit eiförmig bis breit elliptisch. Nach vorn sind sie stumpf, an der Basis meist schräg bis keilförmig, aufsitzend und breit an der Blattachse herablaufend oder mit 2 Millimeter langen Stielchen gestielt. Das vordere Teilblatt ist 2,4 bis 7 Zentimeter lang und 1,3 bis 4,2 Zentimeter lang, kreisförmig oder breit umgekehrt eiförmig. Die Spitze ist gerundet bis stumpf, die Basis ist abgeschnitten bis keilförmig. Zwischen den Teilblättern können 0 bis 7 eingeschobene Teilblättchen stehen, die aufsitzend oder mit bis zu 5 mm langen Stielchen kurz gestielt und eiförmig bis kreisförmig sind. Die Blattstiele sind 2,2 bis 6,5 Zentimeter lang und ähnlich den Stängeln behaart. Die Pseudonebenblätter sind nicht ausgeprägt oder nur fein und schuppenartig bis 1 Millimeter lang und ebenfalls ähnlich der Stängel behaart.
Die Chromosomenzahl ist 2n = 4x = 48 oder 36.

### Blütenstände und Blüten
Die Blüte- und Fruchtzeit reicht meist von Dezember bis April. Die Blütenstände sind Monochasien, die eine zusätzliche Blüte an der Basis, seltener auch in der vorderen Hälfte des Blütenstandes ausbilden. Sie erreichen eine Länge von 3 bis 7 cm, sind unverzweigt und bestehen aus einer bis vier Blüten. Alle Blüten scheinen vollständig zweigeschlechtlich ausgeprägt zu sein. Die Blütenstandsachsen sind ähnlich der Stängel behaart. Der Blütenstandsstiel ist stark zusammengezogen und nur 1 bis 4 mm lang. Die Blütenstiele sind sowohl an den Blüten als auch an den Früchten 13 bis 35 Millimeter lang und stehen 1 bis 10 Millimeter auseinander.
Die fünfzähligen Blüten sind gleichgestaltig. Der Kelch ist 3 bis 5 Millimeter lang, davon besitzt die Kelchröhre eine Länge von 1 bis 2 Millimeter, die Kelchlappen sind 1 bis 4 Millimeter lang, spitz bis zugespitzt und ähnlich der Stängel behaart. Die Krone hat einen Durchmesser von 1,4 bis 2,5 Zentimeter, ist radförmig und blau oder seltener weiß oder blau mit weißen Streifen auf beiden Seiten versehen. Die Kronröhre ist 1 bis 2 mm lang, die Spitzen der Kronblätter sind 0 bis 1 Millimeter lang. An den Rändern ist die Krone flach, nicht nach hinten gebogen und besonders an den Spitzen der Kronblätter bewimpert. Die Unterseite ist unbehaart, die Oberseite ist vor allem entlang der Achsen der Kronblätter fein behaart.
Die Staubblätter bestehen aus einem 1 bis 2 Millimeter langen Staubfaden und 2 bis 3 mm langen Staubbeuteln. Die Staubbeutel sind lanzettlich geformt, gelb gefärbt und nach innen geneigt. Sie öffnen sich über Poren an den Spitzen, die sich im Alter zu Schlitzen vergrößern. Der Fruchtknoten ist unbehaart, der Griffel ist gerade, unbehaart, 3,5 Millimeter lang und misst etwa 1 Millimeter im Durchmesser und steht etwa 1 Millimeter über die Staubblätter hinaus. Die Narbe ist keulenförmig bis kopfig.

### Früchte und Samen
Die Früchte sind kugelförmige bis leicht eiförmige Beeren mit einer Breite von 1 bis 2 Zentimeter und einer Länge von 1 bis 2,2 Zentimeter. Sie sind zur Reife grün bis grün und purpurn gefleckt und unbehaart. Die Samen sind eiförmig und etwa 2 mm lang. Sie sind zunächst weißlich bis grünlich und werden beim Trocknen bräunlich. Sie sind dicht mit haarartigen Auswüchsen der äußeren Samenwandzellen bedeckt, so dass die Samen schleimig werden, wenn sie feucht sind. Werden die seitlichen Zellwände durch Verdauungsenzyme entfernt, sind die beständigen Teile der Samenwandzellen honigwabenförmig.

## Vorkommen und Standorte
Solanum acaule kommt weit verbreitet und häufig in höher gelegenen Gebieten vom Departement Cajamarca im nördlichen Peru über Bolivien bis ins nördliche Argentinien (Provinz San Juan) vor. Eine Sammlung ist auch aus dem nördlichen Chile (in der Region Antofagasta) bekannt. Die Pflanzen wachsen an trockenen, felsigen Hängen, in der hohen Puna zwischen Kräutern und stachligen Sträuchern sowie niedrigem Gehölz, entlang von Flussläufen, trockenen Flussbetten und in Schwemmkegeln. Sie kommen in Höhenlagen zwischen (selten 2000) 2400 bis 4700 Metern vor.

## Systematik
Solanum acaule ist innerhalb der Gattung der Nachtschatten (Solanum) in die Sektion Petota eingeordnet. Innerhalb dieser Sektion ist die Art in eine breit gefächerte Klade in der Nähe der kultivierten Kartoffel (Solanum tuberosum) platziert.